# Новосвітська сільська рада
Новосві́тська сільська́ ра́да — адміністративно-територіальна одиниця та орган місцевого самоврядування в Городоцькому районі Хмельницької області. Адміністративний центр — село Новий Світ.

## Загальні відомості
Новосвітська сільська рада утворена в 1958 році.
- Територія ради: 36,75 км²
- Населення ради: 823 особи (станом на 2001 рік)
- Територією ради протікає річка Тростянка

## Населені пункти
Сільській раді підпорядковані населені пункти:
- с. Новий Світ
- с. Іванівка
- с. Ковалівка
- с. Матвійківці
- с. Тростянець

## Склад ради
Рада складається з 14 депутатів та голови.
- Голова ради: Бистрицький Дмитро Дмитрович
- Секретар ради: Бардар Євгенія Филимонівна

### Керівний склад попередніх скликань
| Прізвище, ім'я, по батькові      | Основні відомості                                                         | Дата обрання | Дата звільнення |
| -------------------------------- | ------------------------------------------------------------------------- | ------------ | --------------- |
| Вінярський Володимир Миколайович | Сільський голова, 1949 року народження, безпартійний                      | 26.03.2006   | 31.10.2010      |
| Бистрицький Дмитро Дмитрович     | Сільський голова, 1960 року народження, освіта вища, член Партії регіонів | 31.10.2010   |                 |

Примітка: таблиця складена за даними сайту Верховної Ради України

### Депутати
За результатами місцевих виборів 2010 року депутатами ради стали:

#### За суб'єктами висування
| Суб'єкт висування | Кількість обраних депутатів | %    |
| ----------------- | --------------------------- | ---- |
| Народна партія    | 5                           | 35,7 |
| Самовисування     | 5                           | 35,7 |
| Партія регіонів   | 4                           | 28,6 |

#### За округами
| № округу        | Прізвище, ім'я, по батькові     | Дата визнання обраним | Освіта             | Партійна приналежність | Відомості про обраного депутата                        |
| --------------- | ------------------------------- | --------------------- | ------------------ | ---------------------- | ------------------------------------------------------ |
| Народна Партія  |                                 |                       |                    |                        |                                                        |
| 1               | Бардар Євгенія Филимонівна      | 04.11.2010            | середня спеціальна | позапартійна           | Новосвітська сільська рада, секретар                   |
| 5               | Капелюшок Тетяна Леонідівна     | 04.11.2010            | вища               | позапартійна           | Новосвітська сільська рада, землевпорядник             |
| 8               | Королюк Марія Петрівна          | 04.11.2010            | середня            | позапартійна           | Городоцький територіальний центр, соціальний працівник |
| 9               | Кушнір Світлана Петрівна        | 04.11.2010            | середня спеціальна | член Партії регіонів   | ТОВ Промцегла, робітник                                |
| 13              | Пунда Михайло Антонович         | 04.11.2010            | середня            | позапартійний          | пенсіонер                                              |
| Партія регіонів |                                 |                       |                    |                        |                                                        |
| 2               | Водяна Євгенія Федорівна        | 04.11.2010            | середня спеціальна | позапартійна           | с. Тростянець, бібліотекар                             |
| 6               | Кащишен Микола Васильович       | 04.11.2010            | середня            | член Партії регіонів   | пенсіонер                                              |
| 10              | Мачківська Ганна Володимирівна  | 04.11.2010            | вища               | позапартійна           | Тростянецька загальноосвітня школа, вчитель            |
| 14              | Скотинянська Оксана Петрівна    | 04.11.2010            | середня            | член Партії регіонів   | тимчасово не працює                                    |
| Самовисування   |                                 |                       |                    |                        |                                                        |
| 3               | Горбулько Галина Ярославівна    | 04.11.2010            | вища               | позапартійна           | Тростянецька загальноосвітня школа, вчитель            |
| 4               | Капелюшок Апполон Павлович      | 04.11.2010            | середня спеціальна | позапартійний          | Сільський клуб, завідувач клубом                       |
| 7               | Колодій Борис Васильович        | 04.11.2010            | середня            | позапартійний          | пенсіонер                                              |
| 11              | Мосур Леоніда Леонідівна        | 04.11.2010            | середня            | член Партії регіонів   | ТОВ Промцегла, робітник                                |
| 12              | Навроцька Валентина Арсентіївна | 04.11.2010            | середня спеціальна | позапартійна           | Поштове відділення, завідувач                          |